# Койна Русева
Койна Русева - болгарська акторка.

## Ранні години
Койна Стефанова народилася 2 травня 1970 року в місті Стара Загора. В її роду є видатні художники, письменники, музиканти і творчі натури.
Закінчила курс акторської майстерності в Національній академії театрального та кіно мистецтва імені Крастьо Сарафова у 1993 році в класі професора Крикора Азаряна з помічниками Оленою Баєвою і Тодором Колевим.

## Кар'єра
Грає на сцені Молодіжного театру. Там бере участь в таких виставах як «Тартюф», «В льодах», «Засуджені душі» та інші. Крім цього грає в театрі «Сльоза і сміх», де бере участь у виставах «Чайка» і «Платонов», в театрі «Софія» — «Життя — це дві жінки», в «Театрі 199» в п'єсі «Інша людина», «Безневинні» і «Три дощові дні». Бере участь в якості акторки в гумористично-розважальній передачі «Аламинут», яка виходила в ефір на телеканалі bTV.
Озвучувала мамута Еллі в болгарському дубляжі серії мультфільмів «Льодовиковий період».

## Особисте життя
Койна Русева одружена і має 3 дітей.

## Фільмографія
- «Залучення» (2018) — Велікова

- «Дорогі спадкоємці» (2018 —) - Міліца

- «Бартер» (2015) — Діна

- «Дерево життя» (2013) (24 серії) — Белла
- «Ще одна мрія» (2012) — Койна
- «Під прикриттям» (2011—2013) — Бояна Васильєва, адвокат Джаро
- Love.net (2011) — Емілія
- «Пропущені слова» (2010)
- «За кадром» (2010)
- «Прима примавера» (2009) — бджолярка
- Train (2008/I) — доктор Вєліслава
- «Хиндемит» (2008)
- «Хочу його мертвим» (2008)
- «Посередник» (2008)
- «Моє дрібне ніщо» (2007) — Сільвія
- «Ерудитъ» (2005)
- «Морська сіль» (2005) — Соня
- «Патріархат» (2005) — Мичето-Мичон
- «Пагорб з чорницями» (2001) — співачка
- «Різдво можливе» (2001) — Галя
- «Прибуток» (2001) — Емі
- La Donna E Mobile (1993) — Лілі